# Die Quellen sprechen
Die Quellen sprechen ist eine dokumentarische Höredition der Redaktion Hörspiel und Medienkunst des Bayerischen Rundfunks in Zusammenarbeit mit dem Institut für Zeitgeschichte.

## Konzeption
Ausgangspunkt ist die 16-bändige Quellenpublikation Die Verfolgung und Ermordung der europäischen Juden durch das nationalsozialistische Deutschland 1933–1945.
Die 16-teilige dokumentarische Höredition des BR wird im Zeitraum von 2013 bis 2019 realisiert.
In der Höredition lesen Schauspieler und Zeitzeugen hunderte von ausgewählten Dokumenten, aus der Zeit von den antisemitischen Aktionen in Deutschland nach der nationalsozialistischen Machtergreifung bis zum Holocaust, der sich über ganz Europa erstreckte. Die Dokumente wurden von Tätern, Opfern und Beobachtern verfasst; es sind  Zeitungsberichte, Hilferufe, Verordnungen, Befehle, Privatbriefe und Tagebuchaufzeichnungen.
Die Dokumente sind chronologisch angeordnet, um interpretierende und dramaturgische Abfolgen zu vermeiden. In ständig wechselnden Perspektiven wird ein repräsentativer Querschnitt durch alle Lebensbereiche bereitgestellt. Menschen kommen in ihrer damaligen Wahrnehmung und ihren unterschiedlichen Horizonten zu Wort.
Hinzu kommen persönliche, lebensgeschichtliche Einblicke jüdischer Zeitzeugen, die an der Produktion als Sprecher mitwirken und berichten, wie sie selbst die Verfolgung erlebten und überlebten.

## Zeitzeugen
Zu den Zeitzeugen, die sich an dem Projekt beteilig(t)en, gehör(t)en:
Ursula Beyrodt, Mirjam Bolle, Henry G. Brandt, Henny Brenner, Assia Gorban, Bea Green, Alfred Grosser, Natan Grossmann, Ernst Grube, Helene Habermann, Jorge Hacker, Stefan Hajdu, Georg Heller, Arno Hamburger, Heinz Hesdörffer, Helga Hošková-Weissová, Ina Iske, Walter Joelsen, Anna Kelen, Ruth Klüger, Charlotte Knobloch, Pavel Kohn, Anita Lasker-Wallfisch, Inge Lammel, Jacqueline van Maarsen, Kurt Salomon Maier, Ursula Mamlok, Max Mannheimer,  Ruth Meros,  Abba Naor, Paul Niedermann, Wolfgang Nossen, Ari Rath, Marcel Reich-Ranicki, Zelig Rosenblum, Henry Rotmensch, Jules Schelvis, Margit Siebner, Uri Siegel, Trude Simonsohn, Pavel Stránský, Szlomo Targownik, Helga Verleger, Peter Weitzner, Berthold Winter, Salo Wolf.

## Höredition
Das Projekt ist auf ein Volumen von ca. 80 Stunden angelegt. Es wird in Bayern 2 ausgestrahlt. Die Hörbuch-Edition erscheint im Hörverlag, ISBN 978-3-8445-1830-6. Die Sprecher der Produktion sind: Bibiana Beglau, Matthias Brandt, Wiebke Puls.
Koordination des Projekts: Susanne Heim / Herbert Kapfer (2012–2017) / Katarina Agathos (seit 2017). Skript der Höredition: Katarina Agathos, Michael Farin, Susanne Heim, Angelika Königseder, Stephanie Metzger. Regie: Ulrich Gerhardt, Ulrich Lampen. BR Hörspiel und Medienkunst 2013ff.

## Webseite
Auf der Webseite die-quellen-sprechen.de wird die Dokumentation dauerhaft verfügbar sein. Darüber hinaus gibt es biographische Angaben zu den beteiligten Zeitzeuginnen und Zeitzeugen.
Unter dem Titel Diskurs werden zahlreiche Zusatzinformationen angeboten. Forschungsfragen werden von Wissenschaftlerinnen und Wissenschaftlern diskutiert. Die Seite bietet Hintergrundinformationen zum historischen
Geschehen und zur wissenschaftlichen Edition sowie zur Konzeption der Höredition.

## Preise
Die Quellen sprechen wurde mit dem Deutschen Hörbuchpreis 2016 ausgezeichnet (Kategorie: Beste verlegerische Leistung).

## Kritiken
Die umfassendste Holocaust-Dokumentation in der Geschichte des deutschen Rundfunks nennt Stefan Fischer in der Süddeutschen Zeitung die Höredition des BR.

„Die beiden Schauspieler Matthias Brandt und Bibiana Beglau lesen in der ersten Staffel die Mehrzahl der Dokumente, wobei sie etwas unterlassen: zu schauspielern. Der Regisseur Ulrich Gerhardt hat ihre Vorträge reduziert auf einen nüchternen, möglichst emotionsfreien Ton. Einige der Opferdokumente werden von Zeitzeugen gelesen, von überlebenden Juden, darunter Anita Lasker-Wallfisch, Ruth Klüger, Max Mannheimer, Ari Rath, Marcel Reich-Ranicki. (…) Die Wucht dieser Aufnahmen, die der Schauspieler ebenso wie die der Zeitzeugen, ist gewaltig. Das liegt eben nicht nur am Inhalt, sondern an dieser direkten Form der Übermittlung. Überdies ermöglicht die chronologische Anordnung der Dokumente eine Ahnung von der zeitgenössischen Wahrnehmung der Ereignisse.“